# Antoine Aymard
Pour les articles homonymes, voir Aymard.
Antoine Aymard, baron et pair de France, né le 13 octobre 1773 à Ornaisons, mort le 20 avril 1861 à Paris, est un général français du Premier Empire.
Il est le père d'Édouard Aymard, né à Villemoustaussou dans l'Aude en 1820 et mort à Paris en 1880, général de division en 1870 et gouverneur militaire de Paris en 1878.

## Guerres de la Révolution
Antoine Aymard entre comme volontaire en 1792, dans le 7e bataillon de volontaires de l'Aude, affecté au 4e régiment d’infanterie de ligne, où il est nommé sergent-major le 15 février 1793. Le 24 avril, le choix de ses camarades le fait appeler au commandement de la 4e compagnie franche de l'Aude, amalgamée dans la 1re demi-brigade légère de deuxième formation. 
Distingué par le général de Flers, le jeune Aymard est attaché le 5 août 1793, à l'état-major général de l'armée des Pyrénées orientales, en qualité de capitaine-adjont, et il y fait les campagnes de 1793, an II et an III. Il est blessé à la bataille de Peyrestortes. À la mort du général Laharpe, il rentre dans le 17e léger avec lequel il fait les campagnes des ans IV, V, VI, VII et VIII en Italie, et celle de l'an IX à l'armée des Grisons. Le 21 floréal an IV, après le passage du pont de Lodi, il culbute, à la tête de sa compagnie, un détachement de hussards ennemis, et s'empare sur l'Adda, de trois barques chargées de provisions. Le 16 thermidor suivant, à Castiglione, il enlève deux pièces de canon et un obusier. 
À Rivoli, étant de garde avec 50 hommes, il est enveloppé par un ennemi fort supérieur en nombre, il se défend vigoureusement, à la faveur d'un abattis d'arbres qu'il avait fait disposer pour couvrir son poste, donnant ainsi le temps qu'on vienne le délivrer. À la Bormida, chargé de tourner, avec deux compagnies, l'aile gauche de l'ennemi, il exécute cette manœuvre sous la protection d'un détachement de chasseurs et fait 80 prisonniers. Il combat huit heures à la bataille de Novi et y reçoit un coup de feu qui lui traverse le corps.

## Guerres napoléoniennes
Son régiment est appelé à faire partie de l'armée des côtes de l'Océan, et il fait les campagnes de l'an XI et de l'an XII, puis fait chevalier de la Légion d'honneur le 26 prairial an XII. Créé chef de bataillon au 8e de ligne, en août 1804, il fait, en cette qualité et avec distinction, les campagnes de 1804, 1805 et de 1806. Après la bataille d'Eylau, l'Empereur récompense ses services en le nommant colonel du 32e de ligne le 23 février 1807. Son régiment se distingue à la campagne de Pologne et surtout à la bataille de Friedland où le jeune colonel est nommé officier de la Légion d'honneur. Après la paix de Tilsit le 32e de ligne passe en Espagne et fait les campagnes de 1808 à 1812. Le colonel Aymard est blessé à la bataille de Talavera, en chargeant à la tête de son régiment la 2e brigade des gardes anglaises. 
Après une action des plus meurtrières, le 32e de ligne, quoique débordé sur son flanc gauche, chasse de sa position la brigade ennemie et reste maître du champ de bataille. À la suite de cette brillante affaire, le roi Joseph remet au colonel Aymard une croix d'honneur enrichie de diamants, et le prévient qu'il a demandé à l'Empereur l'autorisation de le nommer commandant de l'ordre royal d'Espagne. Le jeune colonel est aussi fait baron de l'Empire, avec une dotation de 4 000 francs de rente dès le 20 juillet 1808, et commandeur de la Légion d'honneur le 8 décembre, après la prise de Madrid. 
Le 4 novembre 1810, au passage de Rio-Almangora[pas clair], deux bataillons du 32e de ligne commandés par le colonel Aymard, et trois régiments de cavalerie sous les ordres du général Milhaud culbutent et mettent dans une épouvantable déroute l'armée espagnole du général Blacke. Les Français s'emparent d'une partie de l'artillerie ennemie et font plus de prisonniers qu'ils n'étaient de combattants. Élevé au grade de général de brigade le 12 avril 1813. Peu après, marchant vers Bayonne avec un convoi de prisonniers, il fut attaqué par une guérilla commandée par le chef de bande Longa et ce près du pont d'Armiñon. Au cours de cette attaque, il perdit son frère, capitaine de grenadiers du 4è bataillon du 32è régiment d'infanterie de ligne. C'est en qualité de général de brigade que le baron Aymard fait la campagne de Saxe (1813). Le 6 août de la même année, il est nommé au commandement de l'une des brigades de la 4e division de la Garde impériale, à la tête de laquelle il se rend maître le 10 octobre suivant, du défilé en avant de Naumbourg, malgré la vive résistance de l'ennemi. 
Il fait la campagne de 1814 en Belgique et mérite la confiance de Lazare Carnot, gouverneur d'Anvers. À la tête de 1 200 hommes de la Jeune Garde et d'un escadron de lanciers rouges, avec deux pièces de canon, il chasse l'ennemi de tout le pays compris entre l'Escaut et les polders. Le général Maison s'étant porté sur Gand, fait sortir d'Anvers la division Boguet, dont fait partie la brigade Aymard : l'ennemi est mis dans une déroute complète au combat de Courtrai, le jour même où les alliés entraient à Paris. 
Lorsque l'Empereur abdique, le général Aymard se retire près de Carcassonne, mais appelé au commandement du département de l'Hérault, par décision royale du 1er octobre 1814, il se rend à Montpellier, où il se trouve le jour du retour de l’Empereur, qui le nomme au commandement de l'une des brigades de la garde impériale, par décret du 22 avril 1815. Le général Aymard est en marche pour rejoindre l'armée avec les régiments qu'il venait d'organiser, lorsqu'il reçoit à Soissons la nouvelle de la bataille de Waterloo. Dès la rentrée des Bourbons, il sollicite sa retraite et se retire dans ses foyers, à l'âge de 42 ans, après avoir fait vingt-deux campagnes et reçu quatre blessures.

## La répression à Lyon
Après la révolution de 1830, il commande successivement les départements du Rhône et de Vaucluse, puis est nommé lieutenant-général le 30 septembre 1832. Il commande la 7e division militaire à l'époque des troubles de Lyon en 1830 et 1834. Peut-être n’a-il pas, dans ces circonstances difficiles, la prudence et la mesure nécessaires. Les soldats placés sous ses ordres prennent parti pour les mutualistes et refusent d'obéir à leurs chefs. Dès ce moment, le général Aymard s’attache à préserver les troupes de tout contact avec la population. Le 9 avril, la lutte s'engage avec plus de violence que jamais ; ce n’est qu’après six jours de carnage que force reste à la loi. 
il est élevé à la pairie et reçoit la croix de grand officier de la Légion d'honneur.

## Distinctions

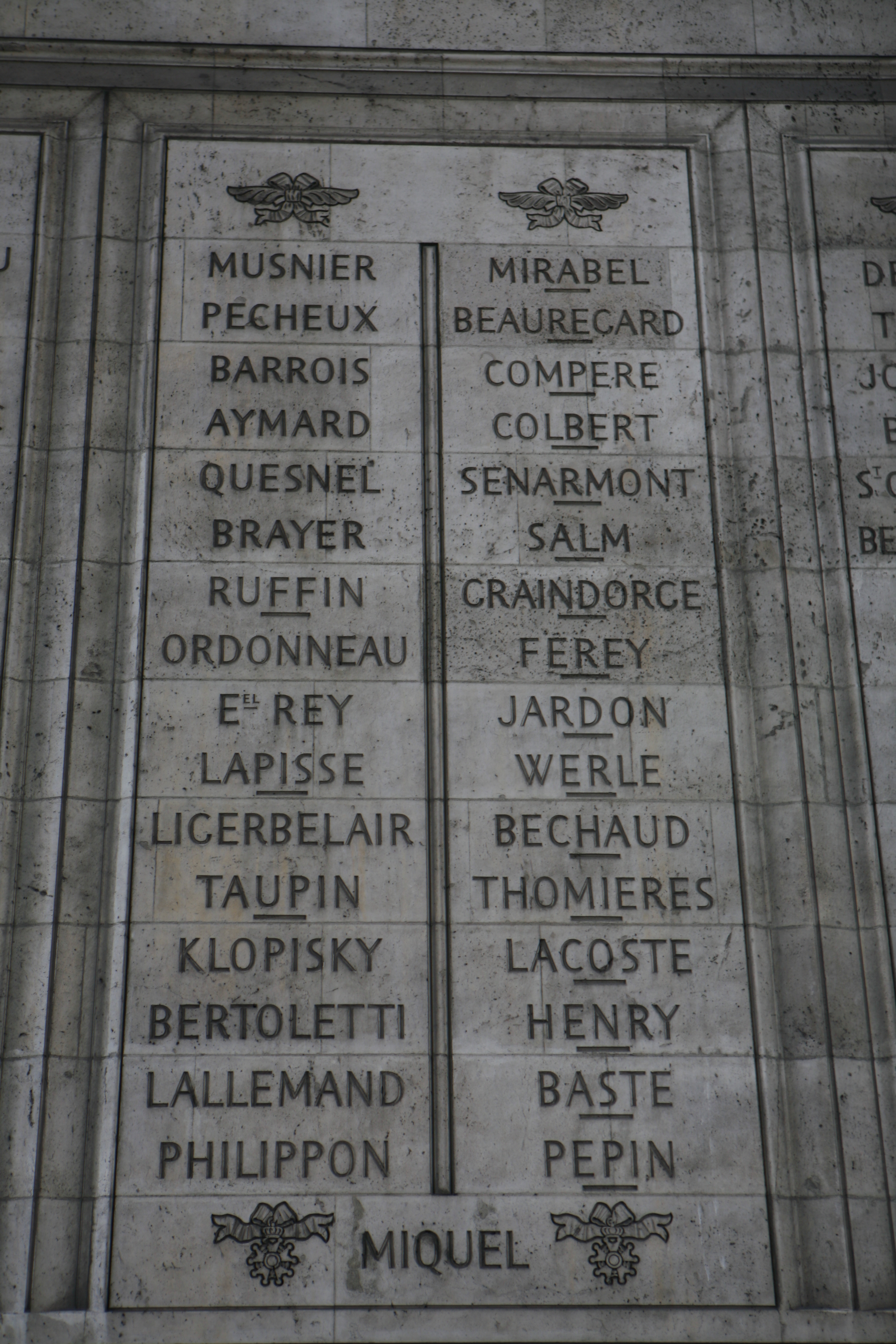
Noms gravés sous l'arc de triomphe de l'Étoile : pilier Ouest, 37e et.

- Il fait partie des 660 personnalités à avoir son nom gravé sous l'arc de triomphe de l'Étoile. Il apparaît sur la 37e colonne (l’Arc indique AYMARD).

## Armoiries
| Figure | Blasonnement |
|        | Armes du baron Aymard et de l'Empire Fuselé d'or et d'azur, à la bordure componnée de sable, et d'argent au franc-quartier des Barons militaires de l'Empire brochant., |